# NGC 3567-2
NGC 3567-2 is een elliptisch sterrenstelsel in het sterrenbeeld Leeuw. Het hemelobject ligt in de buurt van NGC 3567-1

## Synoniemen
- MCG 1-29-12
- ZWG 39.55
- NPM1G +06.0280
- KCPG 276B
- PGC 34013